# Chrysoprasis dutreuxi
Chrysoprasis dutreuxi är en skalbaggsart som beskrevs av Auguste Lameere 1885. Chrysoprasis dutreuxi ingår i släktet Chrysoprasis och familjen långhorningar.
Artens utbredningsområde är Venezuela. Inga underarter finns listade i Catalogue of Life.